# Coppa Italia di calcio da tavolo 1999
L'undicesima Coppa Italia di calcio da tavolo venne organizzano dalla F.I.S.C.T. a Pianezza il 30 e 31 ottobre 1999. La gara fu suddivisa nella categoria "Master", per i primi 24 giocatori del "Ranking Italia", e nella competizione per squadre di Club.

## Medagliere
| Pos. | Regione        |   |   |   | Totale |
| ---- | -------------- | - | - | - | ------ |
| 1    | Lombardia      | 1 | 1 | 0 | 2      |
| 2    | Campania       | 1 | 0 | 1 | 2      |
| 3    | Umbria         | 0 | 1 | 0 | 1      |
| 4    | Emilia-Romagna | 0 | 0 | 1 | 1      |
| -    | Lazio          | 0 | 0 | 1 | 1      |
| -    | Toscana        | 0 | 0 | 1 | 1      |

## Risultati

### Categoria Master

#### Girone A
- Fabrizio Sonnino - Massimo Bolognino 0-5
- Fabrizio Sonnino - Vito Colomba 1-1
- Massimo Bolognino - Vito Colomba 3-0

#### Girone B
- Morgan Croce - Giancarlo Giulianini 0-4
- Morgan Croce - Andrea Di Vincenzo 1-0
- Giancarlo Giulianini - Andrea Di Vincenzo 2-2

#### Girone C
- Fabrizio Fedele - Stefano De Francesco 0-3ff
- Fabrizio Fedele - Dario Belperio 0-3ff
- Stefano De Francesco - Dario Belperio 4-0

#### Girone D
- Cesare Santanicchia - Gianluca Galeazzi 0-3ff.
- Cesare Santanicchia - Severino Gara 0-3ff
- Gianluca Galeazzi - Severino Gara 2-2

#### Girone E
- Ilario Dragonetti - Roberto Iacovich 1-1
- Ilario Dragonetti - Efrem Intra 1-2
- Roberto Iacovich - Efrem Intra 1-1

#### Girone F
- Alberto Riccò - Alessandro Mastropasqua 0-2
- Alberto Riccò - Andrea Casentini 0-3
- Alessandro Mastropasqua - Andrea Casentini 3-1

#### Girone G
- Massimo Conti - Saverio Bari 0-4
- Massimo Conti - Yari Intra 2-2
- Saverio Bari - Yari Intra 0-0

#### Girone H
- Massimiliano Nastasi - Marco Lauretti 1-1
- Massimiliano Nastasi - Francesco Mattiangeli 3-3
- Marco Lauretti - Francesco Mattiangeli 0-0

#### Ottavi di finale
- Giancarlo Giulianini - Gianluca Galeazzi 4-1
- Massimiliano Nastasi - Andrea Casentini 3-1
- Massimo Bolognino - Dario Belperio 5-0
- Francesco Mattiangeli - Alessandro Mastropasqua 1-0
- Stefano De Francesco - Vito Colomba 1-0
- Efrem Intra - Yari Intra 3-4 d.t.s.
- Severino Gara - Morgan Croce 3-4
- Saverio Bari - Roberto Iacovich 1-0

#### Quarti di finale
- Giancarlo Giulianini - Saverio Bari 1-2
- Massimo Bolognino - Massimiliano Nastasi 1-0
- Francesco Mattiangeli - Stefano De Francesco 1-0
- Morgan Croce - Yari Intra 2-3

#### Semifinali
- Francesco Mattiangeli - Saverio Bari 3-1 d.c.p.
- Massimo Bolognino - Yari Intra 2-3

#### Finale
- Francesco Mattiangeli - Yari Intra 0-1

### Categoria Squadre

#### Girone A
- A.C.S. Perugia - C.C.T. Roma 2-2
- A.C.S. Perugia - S.C. Winner's Bergamo 4-0
- C.C.T. Roma - S.C. Winner's Bergamo 3-0

#### Girone B
- T.S.C. Stella Artois Milano - C.C.T. Eagles Napoli 2-2
- T.S.C. Stella Artois Milano - S.C. Valsangone Torino 3-0
- C.C.T. Eagles Napoli - S.C. Valsangone Torino 4-0

#### Girone C
- C.C.T. Black&Blue Pisa - T.S.C. Black Rose '98 Roma 3-1
- C.C.T. Black&Blue Pisa - Reggiana Subbuteo 1-2
- T.S.C. Black Rose '98 Roma - Reggiana Subbuteo 2-2

#### Girone D
- S.C. Bergamo - Bologna Tigers Subbuteo 1-2
- S.C. Evergreen Torino - T.S.C. Latina 1-3
- T.S.C. Latina - Bologna Tigers Subbuteo 1-3
- Bologna Tigers Subbuteo - S.C. Evergreen Torino 4-0
- S.C. Bergamo - T.S.C. Latina 1-2
- S.C. Evergreen Torino - S.C. Bergamo 1-2

#### Quarti di finale
- Reggiana Subbuteo - T.S.C. Latina 1-2
- C.C.T. Roma - C.C.T. Eagles Napoli 1-1
- T.S.C. Stella Artois Milano - Bologna Tigers Subbuteo 3-1
- C.C.T. Black&Blue Pisa - A.C.S. Perugia 2-1

#### Semifinali
- C.C.T. Eagles Napoli - T.S.C. Latina 2-1
- T.S.C. Stella Artois Milano - C.C.T. Black&Blue Pisa 4-0

#### Finale

##### C.C.T. Eagles Napoli - T.S.C. Stella Artois Milano 2-2
| Filippo Filippella   | Mario Corradi     | 2-3 |
| Dario Belperio       | Efrem Intra       | 2-4 |
| Massimo Bolognino    | Stefano Scagni    | 3-2 |
| Christian Filippella | Gianluca Galeazzi | 8-1 |